# Ф
Ф, ф (cursiva Ф, ф) es una letra del alfabeto cirílico, vigésimo primera del alfabeto ruso.  Representa la consonante /f/ excepto delante de vocal palatalizante donde representa /fʲ/.

## Orígenes
Deriva directamente de la letra griega fi (Φ). Además esta letra reemplaza a la letra fita (Ѳ) en el alfabeto ruso desde 1918.

## Uso
Los idiomas eslavos prácticamente no tienen palabras nativas que contengan el sonido /f/. Este sonido, que no existía en el  proto-indoeuropeo, surge en griego y latín del PIE /bʰ/, el cual produjo la /b/ eslava, mientras que en las lenguas germánicas surge del PIE /p/, que en eslavo se mantuvo sin cambios. La letra ф es, por tanto, casi exclusivamente encontrada en extranjerismos (tanto Occicentales, especialmente del griego, latín, francés, alemán, inglés, como Orientales, principalmente lenguas túrquicas). Las pocas palabras originalmente eslavas con esta letra (en diferentes idiomas) son ejemplos de onomatopeyas (como los verbos rusos фукать, фыркать etc.) o reflejan cambios esporádicos de pronunciación: de пв /pv/, en serbio уфати del eslavo eclesiástico уповати, de хв /xv/, en búlgaro фаля del eslavo eclesiástico хвалю), o simplemente desde х /x/, en el topónimo ruso Фили del antiguo nombre хилый.

### Sistema numeral cirílico
En la antigüedad, en el sistema numeral cirílico, esta letra tenía el valor numérico 500.

## Tabla de códigos
| Codificación de caracteres | Tipo      | Decimal | Hexadecimal | Octal  | Binario             |
| -------------------------- | --------- | ------- | ----------- | ------ | ------------------- |
| Unicode                    | mayúscula | 1060    | 0424        | 002044 | 0000 0100 0010 0100 |
| Unicode                    | minúscula | 1092    | 0444        | 002104 | 000 00100 0100 0100 |
| ISO 8859-5                 | mayúscula | 196     | C4          | 304    | 11000100            |
| ISO 8859-5                 | minúscula | 228     | E4          | 344    | 1110 0100           |
| KOI 8                      | mayúscula | 230     | E6          | 346    | 1110 0110           |
| KOI 8                      | minúscula | 198     | C6          | 306    | 1100 0110           |
| Windows 1251               | mayúscula | 212     | D4          | 324    | 1101 0100           |
| Windows 1251               | minúscula | 244     | F4          | 364    | 1111 0100           |
Sus códigos HTML son: &#1060; o &#x424; para la mayúscula, y &#1092; o &#x444; para la minúscula.